# Électricité de France
Électricité de France, EDF, «Электрисите́ де Франс» — государственная электроэнергетическая компания Франции, крупнейший в мире оператор атомных электростанций. Помимо Франции ведёт деятельность в Великобритании, Италии, Бельгии и ряде других стран.

## История
Развитие электросети во Франции началось в 1884 году. К началу Второй мировой войны производством электроэнергии в стране занималось около 200 частных компаний, ещё 100 компаний осуществляли передачу электроэнергии, а в распределении потребителям были задействованы более тысячи компаний; ещё 20 тысяч компаний производили энергетическое оборудование, комплектующие к нему или оказывали связанные с энергетикой услуги.
В 1946 году вся электроэнергетическая отрасль была национализирована и объединена в государственное предприятие Électricité de France. В том же году началась реализация обширной программы по строительству гидроэлектростанций, которая продолжалась и в 1950-е годы; всего за 10 лет во Французских Альпах было построено 43 ГЭС, крупнейшая из них — на плотине Сер-Понсон. За 1960 год ГЭС выработали 37 млрд кВт-ч электроэнергии, или 71 % всей электроэнергии, выработанной в стране. На этом возможности развития гидроэнергетики были исчерпаны, для покрытия растущего спроса на электроэнергию началось массовое строительство тепловых электростанций, работавших на нефти, к 1973 году доля таких электростанций в энергетическом балансе достигла 43 % (59,7 млрд кВт-ч), в то время как доля ГЭС сократилась до 32 %.
Развитие гражданской ядерной программы во Франции началось в конце 1940-х годов, в 1957 году началось строительство первого экспериментального реактора на АЭС Шинон, он был запущен в 1962 году, второй реактор, на 200 МВт, был запущен в 1965 году, а третий, на 500 МВт, в 1967 году. К 1973 году АЭС вырабатывали 8 % электроэнергии во Франции. Нефтяной кризис 1973 года привёл к резкому ускорению ядерной программы, в 1974 году началось строительство сразу 3 АЭС общей мощностью 11 ГВт, в 1977 году — ещё 5 АЭС общей мощностью 13 ГВт. Кроме этого, в 1976 году началось строительство АЭС Крей-Мальвиль с ректором-размножителем «Суперфеникс». В 1979 году доля АЭС в выработке электроэнергии составляла 20 %, в 1983 году — 49 %, в 1990 году — 75 %. В 1980-х годах темп строительства АЭС значительно снизился, поскольку оказалось, что прогнозы роста энергопотребления были ошибочными — в 1988 году средний уровень загруженности АЭС Франции был всего 61 %, в то же время расходы на строительство АЭС привели к огромному долгу EDF — 226 млрд франков в 1990 году.
В 1980-х годах EDF начала расширять деятельность в другие страны. Были подписаны несколько контрактов на строительство электростанций различных типов в франкоязычных странах Африки, а с 1985 года началось сотрудничество с КНР, в частности EDF участвовала в строительстве АЭС Даявань. В 1986 году был проложен кабель для экспорта электроэнергии в Великобританию. В 1990-х годах EDF начала приобретать доли в энергетических компаниях других стран, в частности, Швеции, Италии, Польши и Бразилии, а в 1999 году за 2,3 млрд долларов была куплена британская компания London Electricity, в 2002 году преобразованная в EDF Energy. В 1999 году EDF была лишена монополии на энергетическом рынке Франции. Также в 2002 году была куплена доля в итальянской компании Edison, в 2015 году она стала полностью контролируемым дочерним предприятием. В 2009 году был куплен контрольный пакет акций второй крупнейшей энергетической компании Бельгии Luminus. Также в 2009 году был куплен британской оператор электростанций (8 АЭС и 1 ТЭС) British Energy, он был влит в EDF Energy.
В 2005 году акции EDF были размещены на Парижской фондовой бирже. В 2017 году было куплено подразделение компании Areva по проектированию и строительству ядерных реакторов, в следующем году оно было переименовано в Framatome. В июне 2023 года группа EDF была ренационализирована, причиной стали большие убытки, связанные с энергетическим кризисом в Европе в 2022 году, а также с большими расходами на строительство новых АЭС; выкуп акций обошёлся правительству в 9,7 млрд евро.

## Собственники и руководство
Группа EDF полностью принадлежит государству через Agence des participations de l'État (Агентство государственных участий).
Люк Ремон (Luc Rémont, род. 7 сентября 1967 года) — председатель совета директоров и генеральный директор с 2022 года. До 2007 года был в кабинете министров Франции, затем в Bank of America (французский инвестиционный отдел) и Schneider Electric.

## Деятельность
Électricité de France осуществляет производство электроэнергии на АЭС, гидроэлектростанциях, тепловых, ветряных и солнечных электростанциях, передачу электроэнергии и её распределение конечным потребителям, также производит оборудование и тепловыделяющие элементы.
Подразделения по состоянию на 2023 год:
- Франция (генерация и снабжение) — производство и распределение электроэнергии во Франции, 43 % выручки;
- Франция (регулируемый рынок) — распределение и продажа электроэнергии через дочерние компании Enedis и Electricité de Strasbourg, а также снабжение электричеством на островах Франции, 14 % выручки;
- Framatome — строительство и обслуживание ядерных реакторов, 1 % выручки;
- Великобритания — деятельность дочерней компании EDF Energy[англ.], 15 % выручки;
- Италия — деятельность дочерних компаний Edison и TdE SpA, 13 % выручки;
- Другая международная деятельность — деятельность через дочернюю компанию EDF International, а также через местные структуры в Европе, США, Латинской Америке и Азии, 4 % выручки;
- EDF Renewables[англ.] — возобновляемая энергетика, 1 % выручки;
- Dalkia[англ.]— альтернативная энергетика (биомасса, геотермальная энергетика, биогаз), 4 % выручки;
- Другая деятельность — деятельность дочерних компаний EDF Trading и EDF Investissements Groupe, 5 % выручки.

|                     | 2008  | 2009  | 2010  | 2011  | 2012  | 2013  | 2014  | 2015  | 2016  | 2017  | 2018  | 2019  | 2020  | 2021  | 2022   | 2023  |
| ------------------- | ----- | ----- | ----- | ----- | ----- | ----- | ----- | ----- | ----- | ----- | ----- | ----- | ----- | ----- | ------ | ----- |
| Выручка             | 63,85 | 66,34 | 65,32 | 65,31 | 72,18 | 75,59 | 73,38 | 75,01 | 71,20 | 69,63 | 68,55 | 71,32 | 69,03 | 84,46 | 143,5  | 139,7 |
| Чистая прибыль      | 3,484 | 3,905 | 1,020 | 3,010 | 3,275 | 3,517 | 3,701 | 1,187 | 2,851 | 3,173 | 1,177 | 5,155 | 0,650 | 5,113 | -17,94 | 10,02 |
| Активы              | 200,5 | 241,9 | 240,6 | 231,7 | 250,1 | 256,8 | 267,9 | 278,9 | 281,6 | 280,8 | 283,2 | 303,3 | 305,9 | 361,0 | 388,1  | 364,8 |
| Собственный капитал | 23,20 | 27,95 | 31,32 | 30,57 | 26,26 | 34,21 | 35,25 | 34,75 | 34,44 | 41,36 | 44,47 | 46,47 | 45,63 | 50,21 | 34,34  | 52,17 |

## Ядерные станции EDF на территории Франции
1. АЭС Бельвиль (Belleville)
2. АЭС Блейяс (Blayais)
3. АЭС Бюже (Bugey)
4. АЭС Каттеном (Cattenom)
5. АЭС Шо (Chooz)
6. АЭС Сиво (Civaux)
7. АЭС Шинон (Chinon)
8. АЭС Крюа (Cruas)
9. АЭС Данпьер (Dampierre)
10. АЭС Фессенайм (Fessenheim) (закрыта в 2020 году)
11. АЭС Фламанвиль (Flamanville)
12. АЭС Гольфеш (Golfech)
13. АЭС Гравлин (Gravelines)
14. АЭС Ножан (Nogent)
15. АЭС Палюэль (Paluel)
16. Феникс (Phénix, совместно с Commissariat a l’Energie Atomique CEA)
17. АЭС Пенли (Penly)
18. АЭС Сен-Лоран (Saint-Laurent)
19. АЭС Трикастен (Tricastin)

## Сотрудничество с Toyota
EDF взаимодействует с Toyota в области разработки аккумуляторов, зарядных устройств для автомобилей и развёртывания инфраструктуры электро-заправок в Европе.

## Показатели деятельности
| Ведущие компании-операторы АЭС мира |                          |                  |                    |                |                   |                                    |                                    |                                    |
| Компания | Международное сокращение | Страна           | Число энергоблоков | Число площадок | Мощность, ГВт (э) | Производство электроэнергии, ТВт*ч | Производство электроэнергии, ТВт*ч | Производство электроэнергии, ТВт*ч |
| Компания | Международное сокращение | Страна           | Число энергоблоков | Число площадок | Мощность, ГВт (э) | 2011                               | 2012                               | 2013                               |
| Électricité de France | EDF                      | Франция          | 58                 | 19             | 63,1              | 423,5                              | 407,4                              | 403,7                              |
| Росэнергоатом | REA                      | Россия           | 34                 | 11             | 26,7              | 172,7                              | 177,3                              | 172,2                              |
| Korea Hydro & Nuclear Power | KHNP                     | Республика Корея | 23                 | 6              | 20,7              | 147,8                              | 143,6                              | 145,0                              |
| Exelon | Exelon                   | США              | 17                 | 10             | 18,0              | 131,7                              | 131,8                              | 134,0                              |
| Энергоатом | NNEGC                    | Украина          | 15                 | 4              | 13,8              | 84,9                               | 84,9                               | 79,0                               |
| Tokyo Electric Power Company | TEPCO                    | Япония           | 11                 | 2              | 12,6              | 42,9                               | 3,4                                | 0                                  |
| Источник: Сравнительные данные ведущих компаний, эксплуатирующих АЭС // Годовой отчёт 2013. — Концерн Росэнергоатом, 2014. — С. 44. (Дата обращения: 7 декабря 2014) |                          |                  |                    |                |                   |                                    |                                    |                                    |